# Ludzwin
Ludzwin (biał. Людзвін; ros. Людвин, Ludwin) – dawna wieś na Białorusi, w obwodzie homelskim, w rejonie chojnickim, w sielsowiecie Sudkowa. W 2009 roku liczyła 1 mieszkańca.
Miejscowość została zlikwidowana w 2013 roku.